# Lihong (socken i Kina, Sichuan)
Lihong (kinesiska: 黎洪乡, 黎洪) är en socken i Kina. Den ligger i provinsen Sichuan, i den sydvästra delen av landet, omkring 550 kilometer sydväst om provinshuvudstaden Chengdu. Antalet invånare är 3 439. Befolkningen består av 1 625 kvinnor och 1 814 män. Barn under 15 år utgör 18,0 %, vuxna 15-64 år 70 %, och äldre över 65 år 10,0 %.
Genomsnittlig årsnederbörd är 949 millimeter. Den regnigaste månaden är juli, med i genomsnitt 270 mm nederbörd, och den torraste är januari, med 2 mm nederbörd.